# Ruislip (Metropolitano de Londres)
Ruislip é uma estação do Metrô de Londres em Ruislip no oeste de Londres. A estação fica no ramal de Uxbridge da linha Metropolitan e da linha Piccadilly, entre as estações Ruislip Manor e Ickenham. A estação está localizada no Station Approach. Está na Zona 6 do Travelcard.

## História

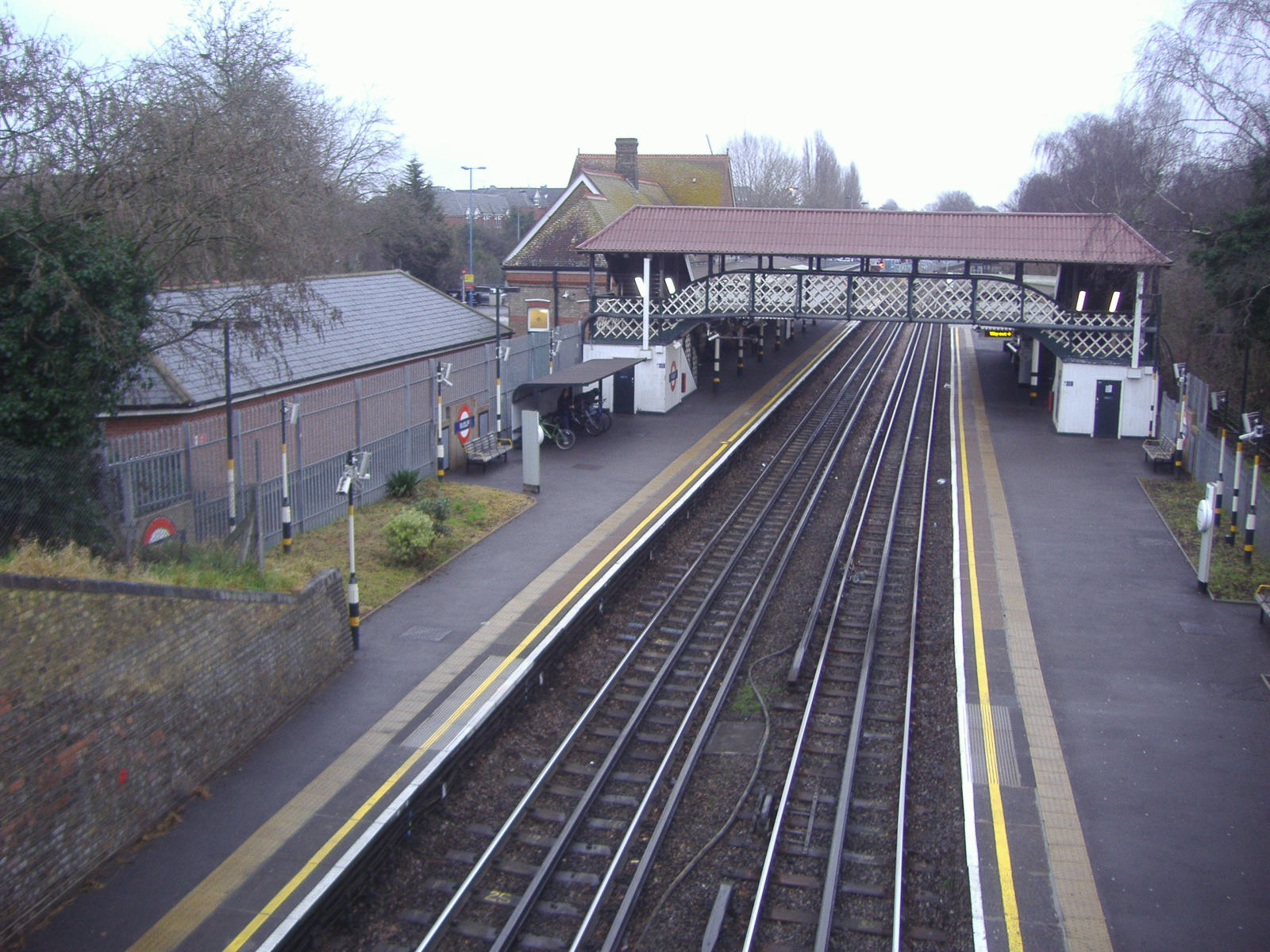
Passarela ligando as duas plataformas

A Metropolitan Railway (Harrow and Uxbridge Railway) construiu a linha entre Harrow-on-the-Hill e Uxbridge e iniciou os serviços em 4 de julho de 1904 com, inicialmente, Ruislip sendo a única parada intermediária. No início, os serviços eram operados por trens a vapor, mas a eletrificação das vias foi concluída nos meses seguintes e os trens elétricos começaram a operar em 1 de janeiro de 1905. A formação foi feita larga o suficiente em Ruislip para permitir que outro par de trilhos fosse construído como loops de passagem ou estradas de plataforma adicionais. Nenhum dos dois jamais ocorreu.
Em 1º de março de 1910, uma extensão da linha District de South Harrow para se conectar com a Metropolitan Railway em Rayners Lane foi aberta, permitindo que os trens da linha District servissem às estações entre Rayners Lane e Uxbridge a partir dessa data.

## Serviços

### Linha Metropolitan
A Metropolitan Line é a única linha a operar um serviço expresso, embora atualmente para os trens da Metropolitan Line no ramal de Uxbridge, ela vá para o leste apenas nos picos da manhã (06h30 às 09h30) de segunda a sexta-feira.
O serviço fora de pico em trens por hora (tph) é:
- 8tph Eastbound para Aldgate via Baker Street (todas as estações)
- 8tph sentido oeste para Uxbridge

O serviço de pico matinal em trens por hora (tph) é:
- 2tph sentido leste para Aldgate via Baker Street (semi-rápido)
- 4tph sentido leste para Aldgate via Baker Street (todas as estações)
- 4tph sentido leste para Baker Street (todas as estações)
- 10tph sentido oeste para Uxbridge

O serviço de pico noturno em trens por hora (tph) é:
- 7tph sentido leste para Aldgate via Baker Street (todas as estações)
- 3tph sentido leste para Baker Street (todas as estações)
- 10tph sentido oeste para Uxbridge

### Linha Piccadilly
Entre Rayners Lane e Uxbridge não há serviço da Piccadilly Line antes de aproximadamente 06h30 (segunda a sexta) e 08h45 (sábado a domingo), exceto para uma partida matinal de Uxbridge às 05h18 (segunda a sábado) e 06 :46 (domingo).
O serviço fora de pico em trens por hora (tph) é:
- 3tph sentido leste para Cockfosters
- 3tph sentido oeste para Uxbridge

O serviço de horário de pico em trens por hora (tph) é:
- 6tph sentido leste para Cockfosters
- 6tph sentido oeste para Uxbridge

## Conexões
As rotas de ônibus de Londres 114, 278, 331, 398, E7, H13, U1 e U10 servem a estação.